# تپه قلعه توان
تپه قلعه توان مربوط به هزاره ۱و است و در شهرستان سقز، بخش مرکزی، روستای شیوه تو واقع شده و این اثر در تاریخ ۲۳ شهریور ۱۳۸۲ با شمارهٔ ثبت ۱۰۰۶۷ به‌عنوان یکی از آثار ملی ایران به ثبت رسیده است.